# Hinode (Tòquio)

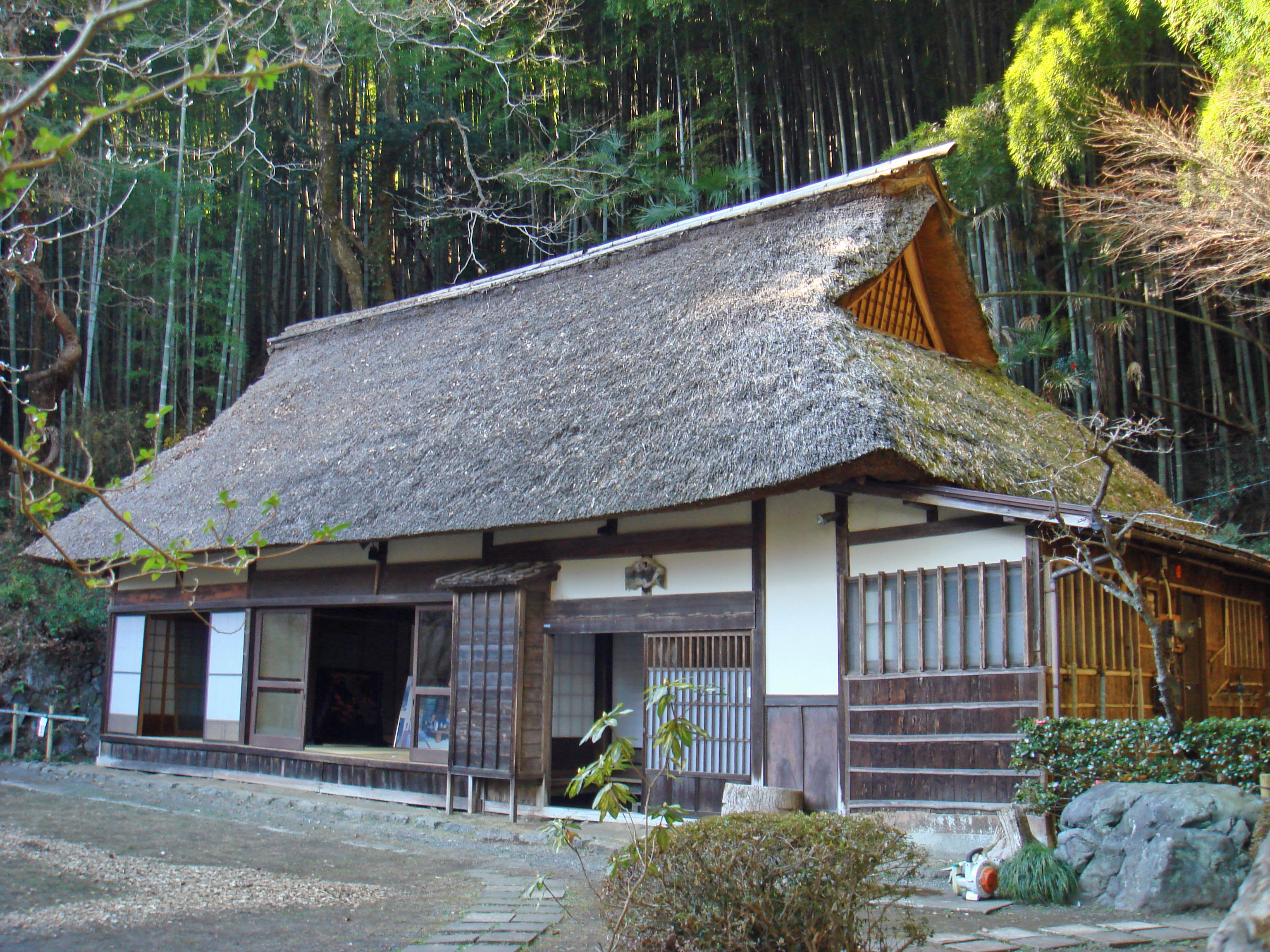
Hinode Sansō, lloc d'esplai del Primer Ministre Nakasone

Hinode (日の出町, Hinode-machi) és una vila i municipi pertanyent al districte de Nishitama, a la metròpolis de Tòquio, a la regió de Kanto, Japó. El nom de la vila, Hinode, es pot traduir al català com l'"eixida del sol" o l'"albada".

## Geografia
Hinode es troba al districte de Nishitama, a la regió toquiota de Tòquio Occidental. La vila està situada als peus de les muntanyes d'Okutama. El punt més alt sobre el nivell de la mar a Hinode és de 902 metres. Els rius Hirai i Oguno passen pel municipi. El terme municipal de Hinode limita per totes les bandes amb altres municipis de Tòquio, al nord limita amb Ōme i cap al sud limita amb Akiruno.

## Història
El municipi de Hinode va ser fundat l'any 1955 amb la unió dels pobles d'Hirai i Ōguno. L'1 de juny de 1974 Hinode va ser elevat a l'estatus de vila.
El municipi també és congut per ser el lloc on l'ex-primer ministre Yasuhiro Nakasone tenia la seua residència de muntanya, Hinode Sansō, la qual ha sigut durant el mandat de Nakasona escenari de diverses visites d'estat com la del president nord-americà Ronald Reagan. Després del mandat de Nakasona, per aquesta casa també han passat dignataris internacionals com el president coreà Chun Doo-hwan, l'ex president soviètic Mikhail Gorbachev, així com a diversos ambaixadors estadounidencs. Nakasone donà el complex l'any 2006 a l'ajuntament de Hinode, qui ho manté a dia de hui com un lloc públic.

## Administració

### Batlles
| Nom | Nom             | Inici | Fi   |
| --- | --------------- | ----- | ---- |
|     |                 |       |      |
|     | Kunitarô Aoki   | 1990  | 2010 |
|     | Seiji Hashimoto | 2010  | Ara  |

## Demografia
| 1920   | 1930   | 1940   | 1950   | 1960  | 1970  | 1980   |
| ------ | ------ | ------ | ------ | ----- | ----- | ------ |
| 5.651  | 6.659  | 6.673  | 8.436  | 8.047 | 8.835 | 13.854 |
| 1990   | 2000   | 2010   | 2020   | 2030  | 2040  | 2050   |
| 16.444 | 16.631 | 16.652 | 17.039 | -     | -     | -      |

## Transport

### Ferrocarril
A tot el terme municipal de Hinode no hi ha cap estació de ferrocarril. Com a curiositat, cal dir que al districte especial de Minato existeix l'estació de Hinode, amb el mateix nom que la vila.

### Carretera
- Autopista Central Metropolitana